# In This Corner
Pour plus de détails, voir Fiche technique et Distribution.
In This Corner est un film américain réalisé par Charles Reisner, sorti en 1948.

## Fiche technique
- Titre : In This Corner
- Réalisation : Charles Reisner
- Scénario : Burk Symon et Fred Niblo Jr.
- Photographie : Guy Roe
- Montage : Norman Colbert et Alfred DeGaetano (en)
- Musique : Albert Glasser
- Pays d'origine : États-Unis
- Format : Noir et blanc - 1,37:1 - Mono
- Genre : drame
- Durée : 59 minutes
- Date de sortie : 1948

## Distribution
- Scott Brady : Jimmy Weston
- Anabel Shaw (en) : Sally Rivers
- James Millican : Charles 'Tug' Martin
- Mary Meade : Birdie Bronson
- Charles D. Brown : Victor 'Doc' Fuller
- Cy Kendall : Tiny Reed
- Johnny Indrisano (en) : Johnny Hart
- Robert Bice : Harris
- John Hamilton : Amiral
- John Doucette : Dunkle
- Cliff Clark (en) : Mike Burke
- Bill Kennedy (en) : Al Barton
- Ralph Dunn (en) : Gus